# RS-460
Pour les articles homonymes, voir Route 460.
La RS-460 est une route locale du Nord-Est de l'État du Rio Grande do Sul. Elle relie la BR-285 au centre-ville de la municipalité de Monte Alegre dos Campos. Elle dessert cette seule commune, et est longue de 14,7 km.